# 新山村街道
新山村街道，是中华人民共和国重庆市大渡口区下辖的一个乡镇级行政单位。

## 行政区划
新山村街道下辖以下地区：
平安社区、钢花社区、沪汉社区、光明社区、锁口丘社区、冶建社区、新一社区和翠园社区。